# Lipics Franciska
Lipics Franciska (Pécs, 2003. január 18. –) magyar színész

## Életpályája
Lipics Franciska Pécsett született. Középfokú tanulmányait a Leőwey Klára Gimnázium emelt angol nyelvi szakán végezte. A gimnáziumi évek alatt aktív szerepet vállalt a város zenei életében, a Leőwey vegyeskar szólistája volt. Radóczy Jusztina dzsesszénekes stúdiójában sajátította el a hangképzés alapjait. Klasszikus zenei képzést a pécsi Liszt Ferenc Zeneiskolában kapott, továbbá művészeti alapvizsgát tett klasszikus zongorából. Az érettségit követően 2021-ben elsőre felvették a Színház- és Filmművészeti Egyetem zenés színművész szakára Kiss-B. Atilla és Homonnay Zsolt osztályába. Színészmesterség tanárai Nádasi Veronika, Földes Tamás és Homonnay Zsolt. 

## Szerepei
| Előadás                                                               | Szerep                         | Színház, bemutató éve                    | Rendező            |
| --------------------------------------------------------------------- | ------------------------------ | ---------------------------------------- | ------------------ |
| Alan Menken- Stephen Schwartz- Peter Parnell: A Notre Dame-i toronyőr | Esmeralda                      | Budapesti Operettszínház (2025)          | Homonnay Zsolt     |
| Móricz Zsigmond- Szakonyi Károly: Rokonok                             | Lina, a felesége               | Pécsi Nemzeti Színház (2025)             | Vidákovics Szláven |
| Kurt Weill- Bertolt Brecht: Koldusopera                               | Polly Peachum                  | Pécsi Nemzeti Színház (2025)             | Bozsik Yvette      |
| Darvas Benedek- Pintér Béla: Parasztopera (vizsgaelőadás)             | A menyasszony                  | Színház- és Filmművészeti Egyetem (2024) | Csáki Benedek      |
| Darvas Benedek- Pintér Béla: Parasztopera (vizsgaelőadás)             | Tündérke (A menyasszony anyja) | Színház- és Filmművészeti Egyetem (2024) | Csáki Benedek      |
| Pejtsik Péter- Orbán János Dénes: Hamupipőke                          | Lukrécia, mostohanővér         | Budapesti Operettszínház (2024)          | Bozsik Yvette      |
| Frank Wildhorn: Carmen                                                | Carmen                         | Budapesti Operettszínház (2024)          | Homonnay Zsolt     |
| Pejtsik Péter- Orbán János Dénes: Az Orfeum mágusa                    | Lona- Barrison-lány            | Budapesti Operettszínház (2023)          | Bozsik Yvette      |

## Interjúk
- Itt mindennek tétje van- Beszélgetés Lipics Franciskával[1]
- Lipics Franciska: Nyugodt vagyok, ha 100 százalékig tudom a dolgomat[2]
- Nem követőkre vágyom, az emberekre szeretnék hatással lenni – interjú Lipics Franciskával, az Operettszínház fiatal tehetségével[3]
- Nőies, egzaktan szexuális karakter[4]
- Megtisztelő feladatok és komoly kihívások – beszélgetés Lipics Franciskával[5]